# Cmentarz wojenny w Zaraszowie-Kolonii
Cmentarz wojenny w Zaraszowie-Kolonii – zabytkowy cmentarz z okresu I wojny światowej znajdujący się w powiecie lubelskim, w gminie Bychawa. Cmentarz usytuowany jest w północnej części wsi, na skarpie przy drodze prowadzącej do Bychawy do Wysokiego. Ma kształt prostokąta o powierzchni około 660 m² o wymiarach około 30 na 24 m. Teren cmentarza otoczony jest niewielkim wałem. 
Na cmentarzu znajdują się 3 mogiły zbiorowe w kształcie nieregularnych kopców, oraz 10 w zasadzie zatartych grobów pojedynczych; w sumie jest tu pochowanych co najmniej 460 żołnierzy, poległych w okresie sierpnia-września 1914 roku, oraz pomiędzy 17 lipca a 8 sierpnia 1915 roku, wojsk:
- austro-węgierskich (z następujących jednostek: 12 Pułk Piechoty Austro-Węgier, 52 Pułk Piechoty Austro-Węgier, 93 Pułk Piechoty Austro-Węgier, 33 Pułk Piechoty k.k. Landwehry, 36 Pułk Piechoty k.k. Landwehry, 13 Pułk Huzarów Austro-Węgier),
- rosyjskich.